# Laurent Lucas
Laurent Lucas (ur. 20 lipca 1965 w Paryżu) – francuski aktor filmowy, teatralny i telewizyjny.

## Kariera
Debiutował na małym ekranie w filmie telewizyjnym Syreny północy (Les Sirènes de minuit, 1989). Był uczniem Charlesa Dullina w Paryżu. Wkrótce, w 1993 stał się jednym z najbardziej zaawansowanych młodych aktorów Teatru Narodowego w Strasburgu (Théâtre National de Strasbourg), gdzie grał w sztukach: Baal Bertolta Brechta (1993), Instytut Benjamenta (L'Institut Benjamenta, 1993), Monte-płaskie (Le Monte-plats, 1994), Bingo (1994), Konflikt (La Dispute, 1995), To był dzień (C'était le jour de la fête, 1996) i Rondo (La Ronde, 1997). 
Po raz pierwszy wystąpił na kinowym ekranie w filmie Nienawidzę kochać (J'ai horreur de l'amour, 1997) w roli Laurencjusza-nosiciela wirusa HIV, za którą był nominowany do nagrody im. Michela Simona w Saint-Denis. Kreacją Simona w dramacie Serca górą! (Haut les coeurs!, 1999) zdobył nominację do nagrody Cezara jako obiecujący aktor. Został entuzjastycznie przyjęty przez krytyków w roli młodego ojca trzech małych córek w dreszczowcu psychologicznym Harry, twój prawdziwy przyjaciel (Harry, un ami qui vous veut du bien, 2000). Był także doceniony za swoją kreację w surowym dramacie o obsesji samookaleczania się Pod moją skórą (Dans ma peau, 2002), dramacie Burzliwy spokój (Violence des échanges en milieu tempéré, 2003) w roli bezwzględnego szefa paryskiej korporacji, który zwolnienia tych, którzy nie pracują maksymalnie wydajnie u boku Jérémie'go Reniera, dramacie psychologicznym]Leming (Lemming, 2005) z Charlotte Gainsbourg i Charlotte Rampling oraz Samotne śledztwo (Contre-enquête, 2007) jako domniemany sprawca zabójstwa córeczki doświadczonego oficera paryskiej policji (Jean Dujardin).

## Filmografia

### filmy
- 2016: Mięso (Grave) jako ojciec
- 2009: Verso jako Alex Decker
- 2008: La Saison des orphelins jako Alexandre Gérard
- 2008: Książę tego świata (Le Prince de ce monde) jako Ojciec Donato
- 2008: Mama jest w fryzjerką (Maman est chez le coiffeur) jako Ojciec
- 2008: Bez nastroju (Sans état d'âme) jako Martin Delvaux
- 2008: O wojnie (De la guerre)
- 2008: Elle veut le chaos
- 2007: Samotne śledztwo (Contre-enquête) jako Daniel Eckmann
- 2007: Chwytanie (La Capture) jako Ojciec
- 2007: Toi jako Oaul
- 2006: Na szlaku z Igor Rizzi (Sur la trace d'Igor Rizzi) jako Jean-Marc Thomas
- 2006: Osoby prywatne (De Particulier à Particulier) jako Philippe
- 2005: Niewidzialni (Les Invisibles) jako Bruno
- 2005: Leming (Lemming) jako Alain Getty
- 2004: Kalwaria (Calvaire) jako Marc Stevens
- 2004: Automne jako Jean-Pierre
- 2004: Wszystko dla pieniędzy (Tout pour l'oseille) jako Paulo
- 2003: Kto zabił Bambi? (Qui a tué Bambi?) jako Dr Philipp
- 2003: Pożegnanie (Adieu) jako Chrétien
- 2003: Tiresia jako Terranova/Pere François
- 2003: Śmiech i kara (Rire et châtiment) jako Jacques
- 2003: Burzliwy spokój (Violence des échanges en milieu tempéré) jako Hugo Paradis
- 2002: Idź, mała! (Va, petite!) jako François Meursault
- 2002: Pod moją skórą (Dans ma peau) jako Vincent
- 2001: Pornograf (Le Pornographe) jako Carles
- 2001: Zaide (Zaïde, un petit air de vengeance) jako Patrice Wolfe
- 2000: 30 lat (30 ans) jako Aurélien
- 2000: Harry, twój prawdziwy przyjaciel (Harry, un ami qui vous veut du bien) jako Michel
- 1999: Serca górą! (Haut les coeurs!) jako Simon
- 1999: Pola X jako Thibault
- 1999: Nowa Ewa (La Nouvelle Ève) jako Emile
- 1999: Nic o Robercie (Rien sur Robert) jako Jerome Sauveur
- 1998: Coś organicznego (Quelque chose d'organique) jako Paul
- 1997: Nienawidzę kochać (J'ai horreur de l'amour) jako Laurencjusz

### filmy TV
- 2006: Nicponie (Les Vauriens) jako Ferrandi
- 1989: Syreny północy (Les Sirènes de minuit)

### filmy krótkometrażowe
- 2006: Broil jako Jean
- 1999: To było tak cudowne (Comme c'était bien)
- 1998: HLA identyczne (HLA identique) jako Antoine